# Ga Cầu Giát
Ga Cầu Giát là một nhà ga xe lửa tại xã Quỳnh Mỹ, huyện Quỳnh Lưu, tỉnh Nghệ An. Nhà ga là một điểm trên tuyến đường sắt Bắc Nam và nối với ga Hoàng Mai với ga Yên Lý. Lý trình ga: Km 260 + 960.

## Các tuyến
- Đường sắt Bắc Nam
- Đường sắt Cầu Giát - Nghĩa Đàn